# Lucien-Charles Marsoudet
Lucien Marsoudet dit Lucien-Charles Marsoudet, né le 9 décembre 1895 dans le 8e arrondissement de Paris et mort le 29 janvier 1944 à Avignon, est un scénariste, réalisateur et producteur français.

## Biographie
En dehors de quelques articles parus dans la presse de l'époque à l'occasion du tournage et de la sortie des films auxquels il a contribué, on sait peu de choses de Lucien-Charles Marsoudet, connu également sous le nom de L-C Marsoudet, sinon qu'il a débuté comme artiste lyrique et compositeur,.
Sa carrière au cinéma sera courte de 1935 à 1939, veille de la seconde guerre mondiale. Il est néanmoins encore annoncé en mars 1943 comme scénariste du film en préparation de Maurice Cam L'Ile d'amour dans lequel il sera finalement remplacé par Charles Exbrayat.
Membre de l'Organisation de résistance de l'armée (O.R.A.) créée an novembre 1942 à la suite de l'invasion de la zone non-occupée, Lucien Marsaudet entre alors dans la clandestinité sous le nom de Mauger. Les circonstances exactes de sa mort prématurée à l'âge de 48 ans ne sont pas connues. Il est homologué, à titre posthume, comme personnel de la Résistance intérieure française en juillet 1950, ce qui va permettre à Germaine Frantz, qui était son épouse depuis juillet 1914, de percevoir une pension de veuve de guerre.

## Filmographie
Directeur musical
- 1935 : Arènes joyeuses de Karl Anton, d'après l'opérette d'Alibert et Vincent Scotto (1934)[8]

Scénariste et directeur de production
- 1936 : Train de plaisir de Léo Joannon [9]

Réalisateur
- 1939 : Le Paradis des voleurs[10],[11] / Escapade[12] / Avec les chevaux de bois[13]
- 1939 : L'Homme dans l'ombre, d'après le roman de Maurice Leblanc[14] (non réalisé)

Distributeur
- 1939 : Le Roi des sables, d'après le roman de Pierre Apestéguy, grand prix du roman d'aventures 1939[15] (non réalisé).